# Wojciech Pietraszewski
Wojciech Pietraszewski (ur. 19 grudnia 1931 w Stanisławowie, zm. 1 listopada 1982 w Warszawie) – polski architekt i urbanista, docent doktor habilitowany.

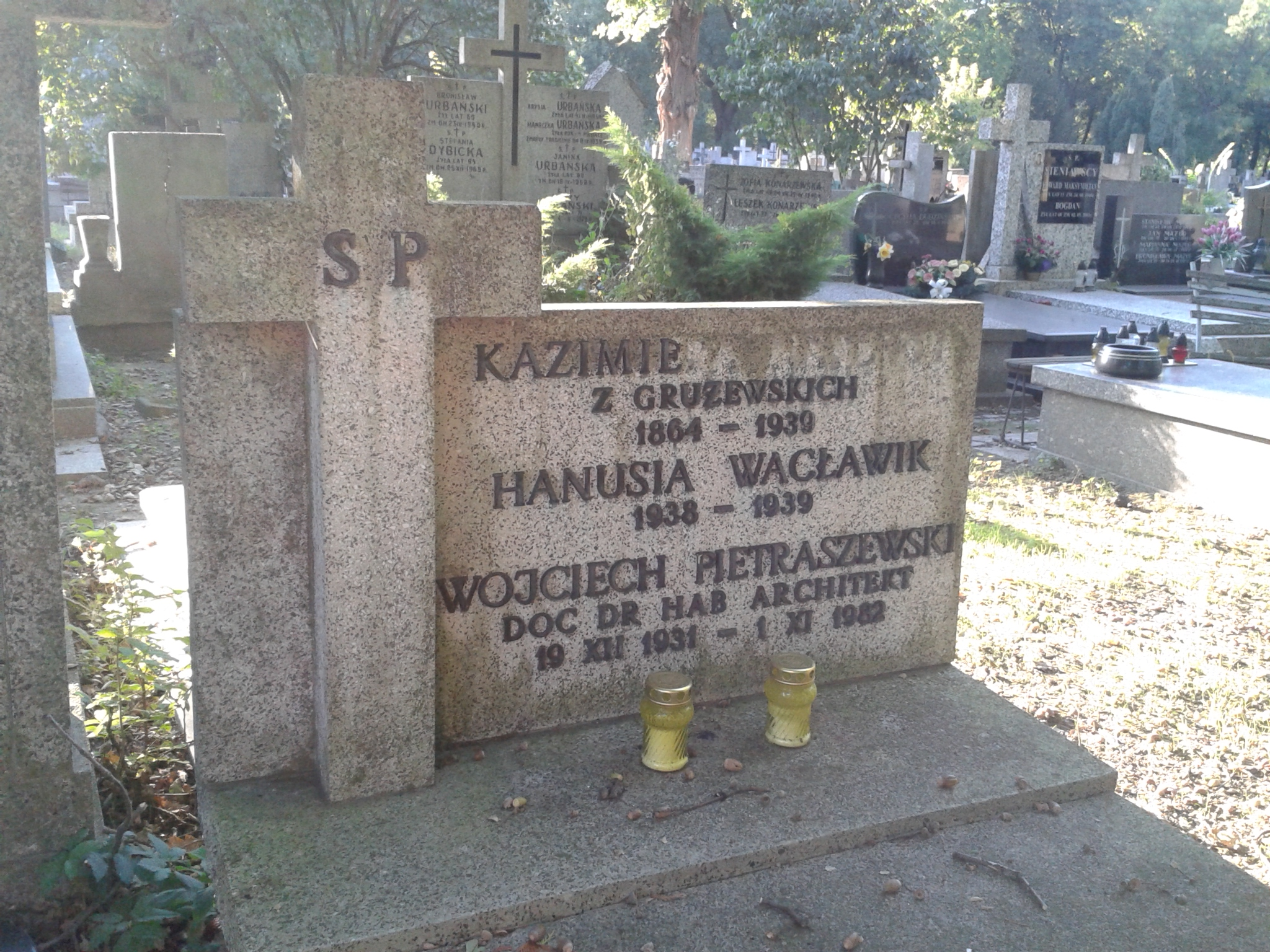
Grób Wojciecha Pietraszewskiego na cmentarzu Bródnowskim

## Życiorys
Ukończył studia na Politechnice Krakowskiej. Przez wiele lat działał w społecznym Towarzystwie Urbanistów Polskich, pełnił funkcję wiceprzewodniczącego Zarządu Oddziału TUP w Krakowie. Pracował naukowo w Akademii Ekonomicznej w Krakowie, na Politechnice Krakowskiej i Instytucie Geografii i Przestrzennego Zagospodarowania Polski Polskiej Akademii Nauk. Wojciech Pietraszewski był autorem wielu prac naukowych dotyczących planowania przestrzennego, urbanistyki i ekonomii społecznej.
Należał do zespołu architektów, którzy zaprojektowali wybudowaną w latach 1959–1960 kaplicę adoracji Najświętszego Sakramentu w bazylice Serca Jezusowego w Krakowie (współautorzy Lubosław Dormus i Jerzy Świecimski).
Został pochowany na cmentarzu Bródnowskim w Warszawie (kw. 24H, rząd 1, grób 17).

## Dorobek naukowy[2]
- Wartość przestrzeni w planowaniu;
- Podstawy informacyjne planowania przestrzennego;
- Elementy teorii planowania miast;
- Optymalizacja lokalizacji na terenach zurbanizowanych;
- Problemy ekonomiczne w planowaniu miast;
- Optymalizacja w gospodarce przestrzennej miast;
- Metoda optymalizacji osiedli mieszkaniowych;
- O projektowaniu w architekturze.